# 九邊形
在幾何學中，九邊形是指有九條邊和九個頂點的多邊形，其內角和為1260度。九邊形有很多種，其中對稱性最高的是正九邊形。其他的九邊形依照其類角的性質可以分成凸九邊形和非凸九邊形，其中凸九邊形代表所有內角角度皆小於180度。非凸九邊形可以在近一步分成凹九邊形和星形九邊形，其中星形九邊形表示邊自我相交的九邊形。

## 正九邊形
正九邊形是指所有邊等長、所有角等角的九邊形，由九條相同長度的邊和九個相同大小的角構成，是一種正多邊形。正九邊形的內角是{\displaystyle {\frac {7\pi }{9}}}弧度，換算成角度是140度。在施萊夫利符號中用 {\displaystyle \left\{9\right\}} 來表示。

### 面積
邊長為a的正九邊形面積為：
{\displaystyle A={\frac {9}{4}}a^{2}\cot {\frac {\pi }{9}}=(9/2)ar=9r^{2}\tan(\pi /9)}
{\displaystyle =(9/2)R^{2}\sin(2\pi /9)\simeq 6.18182\,a^{2}\,}
其中r是內切圓半徑：
{\displaystyle r=(a/2)\cot(\pi /9)}

### 構造
由於正九邊形的邊數不是費馬數，因此是一個不可作圖多邊形，是繼正七邊形後另一個不能尺規作圖的正多邊形，但仍可以使用二刻尺作圖完成。尺規作圖也可以將正九邊形近似作圖。

#### 二刻尺作圖
正九邊形在二刻尺作圖上可以利用120度的三等分角得中心角40度或平角與40度角的差角得140度為內角來構造。

正九邊形的二刻尺作圖。

#### 尺規作圖
儘管正九邊形不是一個可作圖多邊形，許多數學家仍然嘗試著尋找能將正九邊形以尺規作圖做出的幾何性質，例如若有一個幾何中心位於原點O的正九邊形ABCDEFGHI，令MAB為AB中點、XBC為該正九邊形外接圓的弧BC中點，並令MOX為OXBC中點，則角OMABMOX為30度。雖然30度為可作圖角，但必須已知外接圓，因此仍無法以此性質完成正九邊形的尺規作圖。
儘管尺規作圖無法完成一個正九邊形，但是仍可以透過近似來完成在一定誤差內的正九邊形。以下給出一個誤差為0.001°的近似作圖：

或者用文字表示另一种近似作图：
先做一个圆O
在圆内接一个正三角形
再接一个倒正三角形
以倒三角的边长为半径画三个圆
擦去倒三角形
连接三个圆和三角形接触圆的点

## 扭歪九邊形

一個正扭歪九邊形，位於八維正九胞體中

扭歪九邊形，又稱不共面九邊形，是指頂點並非完全共面的九邊形。除了三維空間的扭歪九邊形之外，扭歪九邊形亦可以在一些高維度的多胞體中找到，通常會以皮特里多邊形的方式存在。例如八維正九胞體的皮特里多邊形就是一個扭歪九邊形，其具有 A8 [37] 考克斯特群的對稱性。

## 九邊形的對稱性

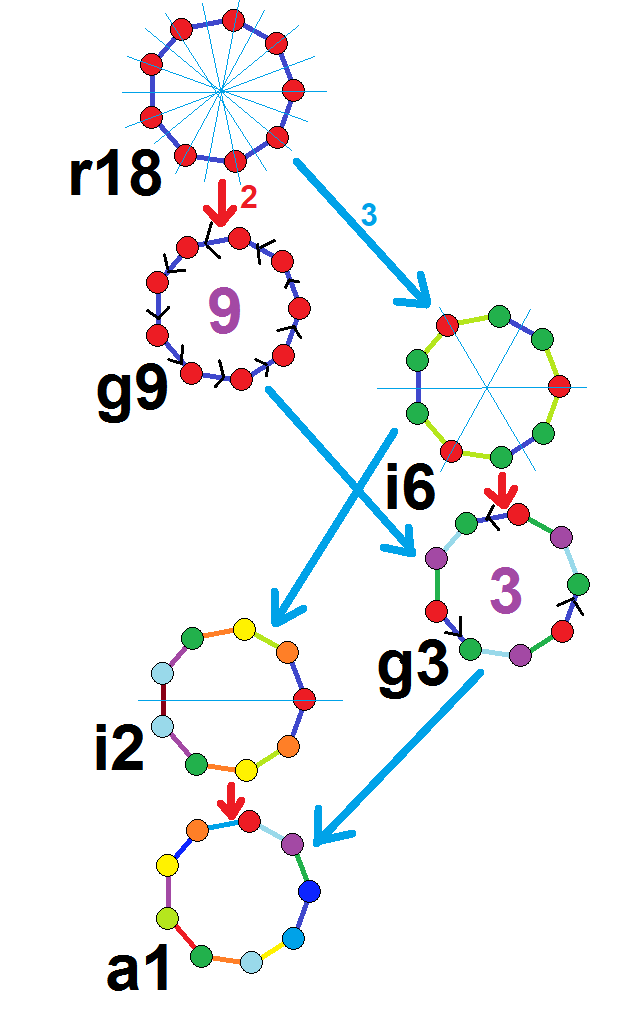
正九邊形的對稱性。

正九邊形具有Dih9的對稱性，其階數為18。九邊形的對稱群共有2個子群，他們分別為：Dih3和Dih1，另外也有三個循環群，他們分別為：Z9、Z3和Z1。

## 圖
K9完全圖經常會被以正九邊形的圖形繪製來描述其36條連接邊。這個圖與八維正九胞體的正投影圖同為9個頂點和36條邊。
| 八維正九胞體 |

另外K9完全圖也顯示了九邊形的27條對角線。

## 流行文化中
明日巨星合唱團的專輯《Here Come the 123s》中有一首單曲叫做《九邊形》。他指的是派對的參加者在派對中表演的一個舞蹈“派對中的每個人都是很多個邊的多邊形”。

## 建築物
有些建築物的底面正好會是九邊形，例如灵曦堂是一種對應的底面為九邊形的建築物、美國鋼鐵塔是一個底面為不規則九邊形的建築物。

## 相關鑲嵌
含有正九邊形的平面鑲嵌可以由正九邊形與正六邊形排列並在空隙填滿等腰三角形完成鑲嵌。在對稱多面體的表示法中，這個鑲嵌可以表示為H(*;3;*;[2])，其中，H表示平面的 *632 六角形對稱性。
其他正九邊形在平面上的鑲嵌皆存在空隙，而無空隙的正九邊形鑲嵌可以存在於雙曲面上，以每個頂點為3個以上的九邊形為公共頂點構成。